# Mediasat
Mediasat désigne un récepteur/décodeur de télévision payante et services multimédias, exploité par le groupe Canal+, par son bouquet Canalsat et par certaines chaînes à péage internationales. Décliné en version satellite puis câble, cet appareil exploite la norme numérique Digital Video Broadcasting. Tout premier appareil pouvant être acheté et pas seulement loué auprès de la société Canal+, ce terminal intrègre le contrôle d'accès Merlin, évolution du système Mediaguard développé par Canal+.
En France, cet appareil, élaboré dès 1995, remplace les décodeurs analogiques Syster et Decsat à partir d'avril 1996. Plusieurs déclinaisons du Mediasat intégrant la réception TNT ou une double réception satellite ont été commercialisés.
En raison de plusieurs lacunes majeures parmi lesquelles l'absence de compatibilité avec la norme DVB-S2, avec les signaux haute définition, MPEG-4 ainsi qu'avec le format seize neuvièmes, cet appareil fabriqué à plusieurs millions d'exemplaires par les sociétés Thomson, Philips, Sagem, Nokia, Pace et Pioneer est plusieurs fois modifié sur le plan industriel, notamment avec sa déclinaison Mediasat Max. 